# سماتش
سماتش هي شركة هولندية متخصصة في السوبرماركت، وفي 2014 كان للشركة 123 سوبرماركت في بلجيكا، و 2 بلوكسمبورغ.